# 귀여운 에밀리
《귀여운 에밀리》(Emily of New Moon)는 루시 모드 몽고메리의 소설이다.

## 등장인물
- 에밀리 버드 스타
- 테디 켄트
- 엘리자베스 머레이
- 로라 머레이
- 일저 번리
- 헨리 밀러
- 지미 머레이

## 미디어
- 2007:바람의 소녀 에밀리(風の少女エミリー)-NHK 애니메이션.